# كيسات تارلوف
كيسات تارلوف هي أكياس سحائية معصبة من النوع الثاني، تكون مليئة بالسائل النخاعي الشوكي (CSF). تصيب القناة الشوكية للمنطقة العجزية من الحبل الشوكي (S1-S5) عادة، وغالبًا ما تكون في منطقة العمود الفقري الرقبي أو الصدري أو القطني. يمكن تمييزها عن الأكياس السحائية الأخرى بجدرانها المليئة بالألياف العصبية. يمكن تعريفها أيضًا على أنها أكياس تتكون داخل غمد جذر العصب عند عقدة الجذر الظهرية. أسباب هذه الأكياس غير مفهومة جيدًا حتى الآن. لم يختبر العلماء بعد النظريات الحالية التي تفسر الحالة. تشمل هذه النظريات زيادة الضغط في السائل النخاعي، وامتلاء الأكياس الخلقية التي تملك صمامات أحادية الاتجاه، وحدوث حالة التهابية استجابة للصدمات والمرض. سُميت الحالة على اسم جراح الأعصاب الأمريكي إيزادور تارلوف، الذي وصفهم عام 1938.
تعتبر أكياس تارلوف غير شائعة نسبيًا عند مقارنتها بالخراجات العصبية الأخرى. في البداية، اعتقد إيزادور تارلوف أن الحالات غير عرضية، ولكن مع تقدم بحثه، لاحظ وجود أعراض عند العديد من المرضى. تُكشف غالبًا هذه الأكياس بالمصادفة أثناء التصوير بالرنين المغناطيسي أو التصوير المقطعي المحوسب لحالات طبية أخرى. ولوحظت أيضًا باستخدام تصوير الأعصاب بالرنين المغناطيسي متصلة مع الأم تحت العنكبوتية من السحايا الشوكية. تكون الأكياس التي يبلغ قطرها 1 سم أو أكبر عرضية، لكن قد تكون الأكياس من أي حجم عرضية، وذلك حسب الموقع والمسببات. يترافق حوالي 40% من المرضى الذين يعانون من أكياس تارلوف العرضية بتعرضهم للصدمات أو لولادة طفل. تشمل خيارات العلاج الحالية شفط السائل الدماغي النخاعي، والعلاج بالفيبرين، واستئصال الصفيحة الفقرية مع تغليف الكيس. العلاج التدخلي لأكياس تارلوف هو الوسيلة الوحيدة التي يمكن من خلالها علاج الأعراض بشكل دائم بسبب نكس الأكياس غالبًا بعد الشفط. غالبًا ما تتضخم أكياس تارلوف بمرور الوقت، خاصةً إذا كان الكيس ذو فتحة تشكل صمامًا. تختلف عن الخراجات السحائية والعنكبوتية الأخرى لأنها معصبة ويمكن إثبات التشخيص من خلال اتصالها مع الأم تحت العنكبوتية.
لوحظ أحيانًا وجود أكياس تارلوف حول العصب في المرضى الذين يعانون من متلازمة مارفان ومتلازمة إهلرز دانلوس ومتلازمة لويز ديتز.

## العلامات والأعراض

### المظهر
جدران أكياس تارلوف رقيقة وليفية، وتكون عرضة للتمزق عند لمسها، مما يجعل الجراحة صعبة. تتميز الألياف العصبية الموجودة في جدران الأكياس بمظهر وحجم خيط تنظيف الأسنان؛ لا تترتب عادة هذه الألياف العصبية في أي محاذاة محددة. يكشف الفحص النسيجي أن الجدار الخارجي لكيس تارلوف يتكون من نسيج ضام وعائي، وجدار داخلي مبطن بنسيج عنكبوتي مسطح. بالإضافة إلى ذلك، يحتوي جزء من البطانة التي تحتوي على ألياف عصبية أحيانًا على خلايا عقدية. قد تحتوي الأكياس في أي مكان من بضع مليلتر من السائل الدماغي النخاعي إلى أكثر من 2.5 لتر.

### الموقع
توجد أكياس تارلوف بشكل شائع في المنطقة S1 حتى S4 / S5 من القناة الشوكية، ولكن يمكن العثور عليها على طول أي منطقة من العمود الفقري. عادة ما تتشكل على المكونات خارج الجافية من جذور العصب العجزي العصعصي وتنشأ بين الإندونوريوم والعجان. تظهر هذه الأكياس أحيانًا في العمود الفقري القطني والصدري. لكنها تظهر بشكل شائع عند تقاطع S2 أو S3 من عقدة جذر العصب الظهري. غالبًا ما تكون الأكياس متعددة، وتمتد حول محيط العصب، وقد تتضخم بمرور الوقت وتضغط على جذور الأعصاب المجاورة، مما يتسبب في تآكل العظام. يمكن العثور على الأكياس أمام المنطقة العجزية وقد تمتد حتى تجويف البطن. على الرغم من ندرتها، يمكن العثور على هذه الأكياس بحجم كبير أكثر من 3-4 سم (1.2-1.6 بوصة)، وغالبًا ما تسبب ألمًا شديدًا في البطن نتيجة الضغط الذي يطبقه الكيس نفسه والأعصاب المجاورة.

## الأعراض
قد تكون أكياس تارلوف غير مشخصة عند الكثير من المصابين؛ لأن أبحاث إيزادور تارلوف اللاحقة هي التي قادته إلى فهم أعراضها. تستند الأعراض إلى مواقع الأكياس على طول العمود الفقري، وأهم الأعراض:
- ألم
- تنميل
- تشنج وفرط التوتر
- ضعف أو اضطراب وظيفة العضلات
- اعتلال الجذور

على الرغم من الإبلاغ عن أغلب الحالات بشكل متكرر على طول المناطق العجزية، من النادر رؤيتها في مواقع أخرى على طول العمود الفقري. تزداد احتمالية ظهور الأعراض لدى النساء، وقد تظهر أيضًا في مجموعات أو بشكل ثنائي على طول العمود الفقري، وبالتالي يمكن أن تكون الأعراض أحادية الجانب أو ثنائية الجانب أو تظهر أعراضًا سائدة على جانب واحد. تتراوح حالات أكياس تارلوف العرضية من 15% إلى 30% من إجمالي حالات أكياس تارلوف المبلغ عنها، اعتمادًا على مصدر الأدبيات. ومع ذلك، فإن هذه الأكياس هي كيانات سريرية مهمة بسبب ميلها إلى الزيادة في الحجم بمرور الوقت، مما قد يتسبب في حدوث مضاعفات وتآكل أنسجة العظام المحيطة. يمكن تقسيم المرضى الذين يعانون من أكياس تارلوف العرضية بالقرب من العجز (وليس في أماكن أخرى من العمود الفقري) إلى 4 فئات، وفقًا للأعراض التي يعانون منها:
- المجموعة الأولى: ألم في عظم العصعص ينتشر إلى الساقين مع احتمال حدوث ضعف.
- المجموعة الثانية: ألم في عظام الساقين ومنطقة الفخذ واضطرابات جنسية وخلل في وظيفة المثانة.
- المجموعة الثالثة: انتشار الألم من موقع الكيس عبر الوركين إلى أسفل البطن
- المجموعة الرابعة: لا ألم، فقط اضطراب وظيفي جنسي واضطراب في وظيفة المثانة.

### الأعراض الشائعة الخاصة بكيسات تارلوف العجزية
فيما يلي قائمة بالأعراض التي يُبلغ عنها بشكل شائع والمرتبطة بكيسات تارلوف العجزية:
آلام الظهر، وآلام العجان، وعرق النسا الثانوي، وضعف العضلات الكمثرية الثانوي مع عرق النسا الثالثي، ومتلازمة ذيل الفرس، والعرج العصبي (الألم الناجم عن المشي)، والمثانة العصبية، وعسر البول، وسلس البول، وألم العصعص، واعتلال الجذور العجزي، وآلام الجذور، والصداع، والقذف الرجوعي، والتنميل، ونقص الحس، واختلال وظيفي ثانوي في قاع الحوض، وتشنج مهبلي، واضطرابات حركية في الأطراف السفلية والأعضاء التناسلية أو العجانية أو القطنية العجزية، وآلام العجز أو الأرداف، وتنميل المهبل أو القضيب، واضطراب الاستثارة التناسلية المستمر (PGAD) الذي يتميز بإدراك حسي دائم وغير مرغوب به بالأعضاء التناسلية أو حكة أو ألم قد يستمر لأيام أو شهور أو حتى سنوات. وتغيرات حسية في الأرداف ومنطقة العجان والأطراف السفلية وصعوبة في المشي، وآلام شديدة في أسفل البطن، وخلل في وظيفة الأمعاء، واضطرابات حركية معوية مثل الإمساك أو السلس البرازي.